# جوجی مانابه
جوجی مانابه (انگلیسی: Johji Manabe؛ زادهٔ ۱۸ دسامبر ۱۹۶۴) مانگاکا، و پویانما اهل ژاپن است.